# Kazimierz Maria Kowalski
Kazimierz Maria Kowalski (ur. 18 sierpnia 1926 w Chełmnie, zm. 12 października 2012 w Opolu) – polski pisarz, prozaik, dziennikarz.
Autor powieści i zbiorów opowiadań, m.in. Pięć nocnych godzin, Piekło, Pośrodku lasu, Zdrada, Partyzant nie składa broni, Przygody dawnego partyzanta, Upieranie się przy nadziei, Szalone z miłości, Strip-tease bez uciechy, Serca nasze obie 1777, Ucieczka na łąki zielone.
W 1967 roku napisał scenariusz i dialogi na podstawie własnego pierwowzoru do filmu Zbigniewa Chmielewskiego Piękny był pogrzeb, ludzie płakali.